# 윈도우 메신저
윈도우 메신저(Windows Messenger)는 마이크로소프트 윈도우 XP 운영 체제에 기본으로 내장되어 준비된 인스턴트 메시징 클라이언트이다. 버전 5로 시작되는 윈도우 2000과 윈도우 서버 2003에서도 사용할 수 있지만, 윈도우 비스타에는 포함되어 있지 않다.
윈도우 메신저는 마이크로소프트로부터 내려 받을 수 있는 인스턴트 메시징 제품인 윈도우 라이브 메신저와 혼동될 수 있으나 서로 다른 제품이다.(MSN 메신저라고 알려져 있음)
이것은 윈도우 NT의 랜 관리자 기능인 메신저 서비스와 관련이 없다.
윈도우 메신저는 회사 환경에서 오피스 커뮤니케이터와 닷넷 메신저 서비스 연결의 윈도우 라이브 메신저에 의해 대체되었다.

## 같이 보기
- 윈도우 라이브 메신저